# Litke
Litke es un pueblo ubicado en el condado de Nógrád, Hungría.

## Superficie
Posee una superficie de 18,16 kilómetros cuadrados.

## Demografía
Hasta 2021 la población era de 831 habitantes, con una densidad de población de 45,75 habitantes por kilómetro cuadrado.